# Ortoformiato de trietila
O Ortoformiato de trietila é um ortoéster do ácido fórmico. É comercialmente disponível e pode ser obtido da reação entre etóxido de sódio e clorofórmio:
CHCl3 + 3 Na + 3 EtOH → HC(OEt)3 + 3/2 H2 + 3 NaCl
O ortoformiato de trietila participa da  síntese de Bodroux-Chichibabin, for exemplo: